# Praia da Vinha da Areia
Praia da Vinha da Areia, Vila Franca do Campo.
A Praia da Vinha da Areia localiza-se na freguesia de São Miguel, município de Vila Franca do Campo, na ilha de São Miguel, nos Açores.
Apresenta cerca de 320 metros de extensão, com areias claras, posicionada quase frente ao Ilhéu de Vila Franca do Campo.